# Verdier du Vietnam
Chloris monguilloti
Espèce
Synonymes
 * Carduelis monguilloti (protonyme)
Statut de conservation UICN

 LC  : Préoccupation mineure
Le Verdier du Vietnam (Chloris monguilloti) est une espèce de passereaux appartenant à la famille des Fringillidae. C'est une espèce monotypique.

## Distribution
Plateau de Dalat (mont Lang Bian, Ho Tuyen Lam et Nam Bai Cat Tien National Park), sud du Vietnam.

## Habitat
Il est inféodé aux forêts ouvertes de pin Pinus insularis, aux formations secondaires ainsi qu’aux jardins et aux lisières de forêts à proximité de zones cultivées entre 1050 et 1 900 m.

## Alimentation
Selon Eames & Robson (1992), il consomme surtout des graines de pin Pinus insularis mais il a aussi été observé en train de capturer en vol des termites ailés.
D’autres plantes ont été recensées, photos à l’appui, par Ottaviani (2011) : un mâle consommant des graines d’une échinacée Tithonia tagetiflora, astéracée et un autre se nourrissant de graines d’une échinacée proche Echinacea purpurea, astéracée.

## Mœurs
Strange (2002) le qualifie d’erratique hivernal, transitant généralement à plus basse altitude et le décrit aussi comme évoluant en petits groupes, gazouillant doucement tout en se nourrissant de graines, à faible hauteur, dans les arbres et les buissons.

## Statut
BirdLife International (2010) l’a répertoriée comme « bientôt menacée » en raison de sa répartition limitée et de son habitat soumis à la déforestation pour la mise en culture des terres, l’exploitation du bois et la production de charbon de bois. La plupart des forêts de pin est destinée à la production de bois et le bûcheronnage est autorisé et continue actuellement.

## Systématique
Suivant les travaux de Sangster et al., cette espèce est déplacée du genre Carduelis par le Congrès ornithologique international dans sa classification de référence (version 2.10, 2011).